# 中华人民共和国海关
中华人民共和国海关，简称中国海关，是中华人民共和国进出口监督管理和出入境检验检疫队伍，实行垂直管理体制，由海关总署领导。
中国海关基本任务是进出境监管、征收关税和其他税费、查缉走私、编制海关统计，并承担口岸管理、保税监管、海关稽查、知识产权海关保护、国际海关合作等职责。

## 职责权限
中华人民共和国海关主要承担下列职权：
1. 进出境监管
2. 进出境检验检疫
3. 征收关税和其他税费
4. 查缉走私
5. 编制海关统计
6. 口岸管理
7. 保税监管
8. 海关稽查
9. 知识产权海关保护
10. 国际海关合作

## 历史沿革

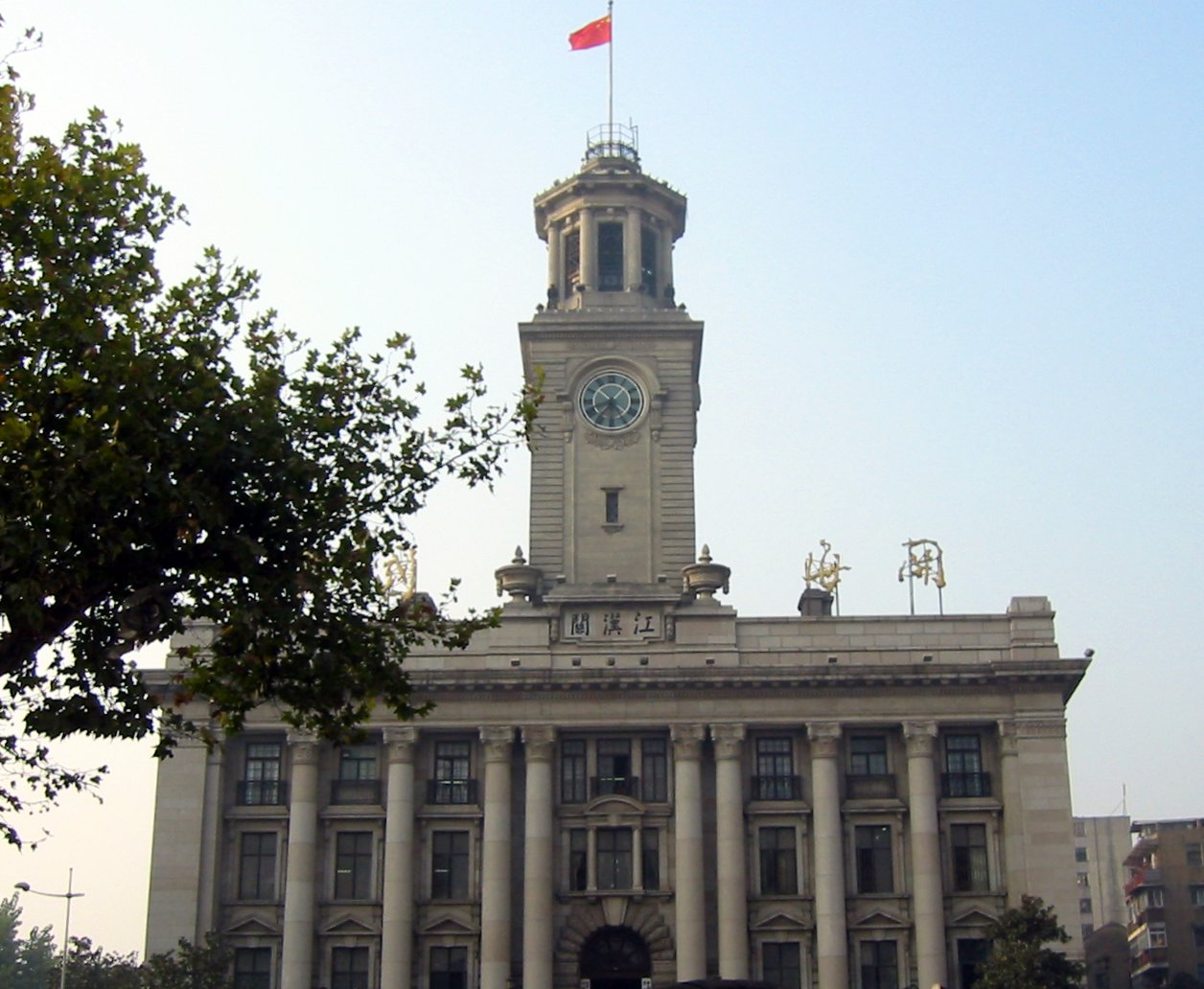
位于武汉沿江大道的江汉关大楼，建成于1921年，曾为武漢海關驻地，2010年武汉海关迁往东西湖区后改建为博物馆

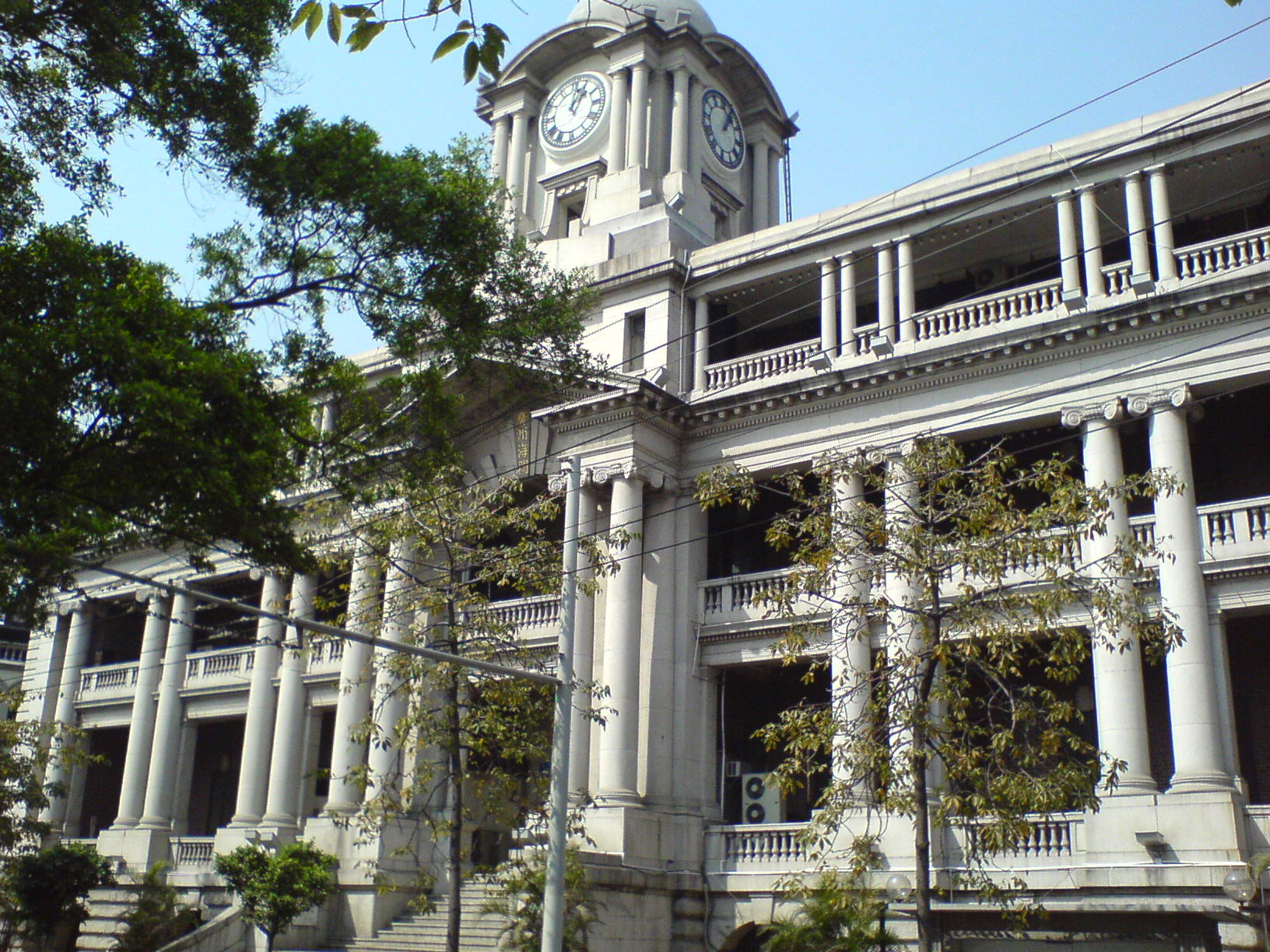
位于广州沿江西路的粤海关大楼，建成于1916年，曾为广州海关驻地，2006年广州海关迁往珠江新城后改建为博物馆

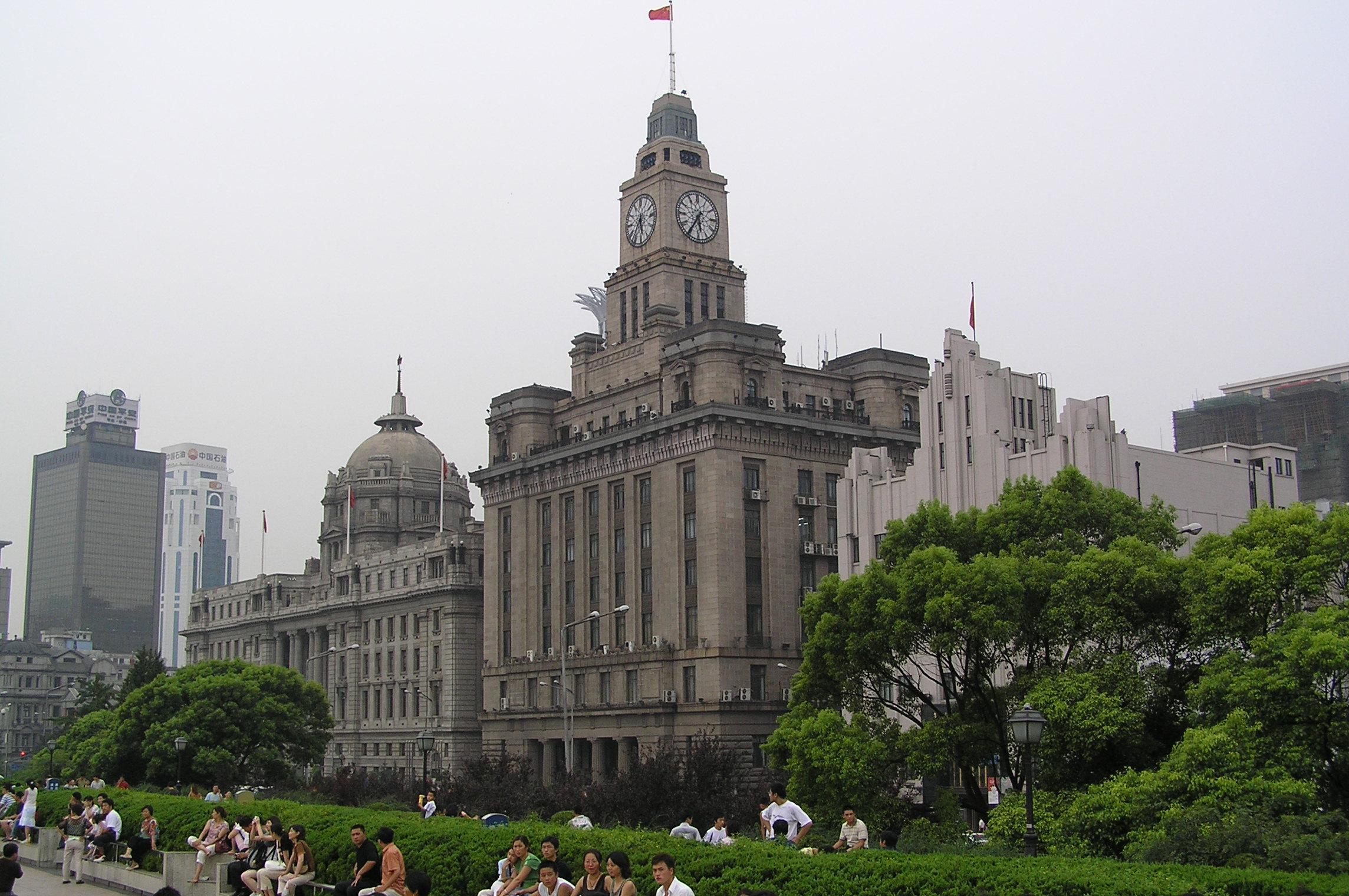
位于上海外滩的江海关大楼，建成于1927年，至今仍为上海海关驻地

### 古代海关
古代中國在沿海口岸設市舶司管理海上對外貿易，歷經唐、宋、元、明，直到清初因海禁而撤銷。1684年康熙帝废止禁海令后设闽海关于福州與厦门，1685年设粤海关于黄埔，设浙海关于宁波，设江海关于连云港云台山（随后移至上海）。自此，中国的邊境監督管理機構开始了以“海关”為名的历史。

### 近代海关
第一次鸦片战争后，各通商口岸实行领事报关制，外国领事开始直接参与中国海关业务。
1846年，英国领事巴富尔以报关纳税不便为由，诱使上海道台宫慕久在英租界内特设为外商办理报结关的“新关”，时称“江海北关”。1851年9月，上海道台委任英国人尼古拉斯·贝利斯担任海关港务长，成为外国人进入中国海关的开端。1853年9月，上海爆发小刀会起义，江海北关被起义军焚毁，陷入瘫痪状态。1854年7月，由英、美、法三国领事提名的上海税务管理委员会成立，随后由其主持的江海新关成立，这是第一个由外国人管理的中国海关。
1861年1月，清政府总理各国事务衙门领衔大臣奕訢任命英国人李泰国为海关总税务司，统辖全国洋关事务。6月羅伯特·赫德代理总税务司，继续开办了粤海新关、潮海新关、镇江、浙海、天津、闽海、厦门、汉口、九江等洋关。
1863年，在上海成立总税务司署。1865年，总税务司署迁至北京。1899年，中国第一个租借地海关胶海关设立，由租借国德国全面控制。1907年，第二个租借地海关大连关设立，由日本掌握全部管辖权。
1927年1月，总税务司安格联拒不执行中華民國北洋政府的税收命令而被顾维钧内阁罢免，从此总税务司的权势被逐步削弱。
1927年6月，南京國民政府财政部下设关税处，后改为关务署，明确一切海关事务均由关务署领导。1927年7月起，國民政府开展关税自主运动，对海关行政进行整顿，加强对海关的控制。1932年3月，南京政府收回税款保管权。
1931年九一八事变後，东北地區沦为殖民地，當地海關仿效日本更名为“税关”。1937年日本侵华战争爆发后，沦陷区海关成为日本殖民地海关，中国出现国统区海关與沦陷区海关并存的現象。1941年12月，国民政府重建海關总税务司署，增设西安、兰州、上饶、新疆等海关。1945年抗战胜利后，国民政府任命美国人李度出任总税务司，恢复海关行政组织原有体系。1949年12月，海關總稅務司署隨中華民國政府遷往台灣。

### 中华人民共和国海关

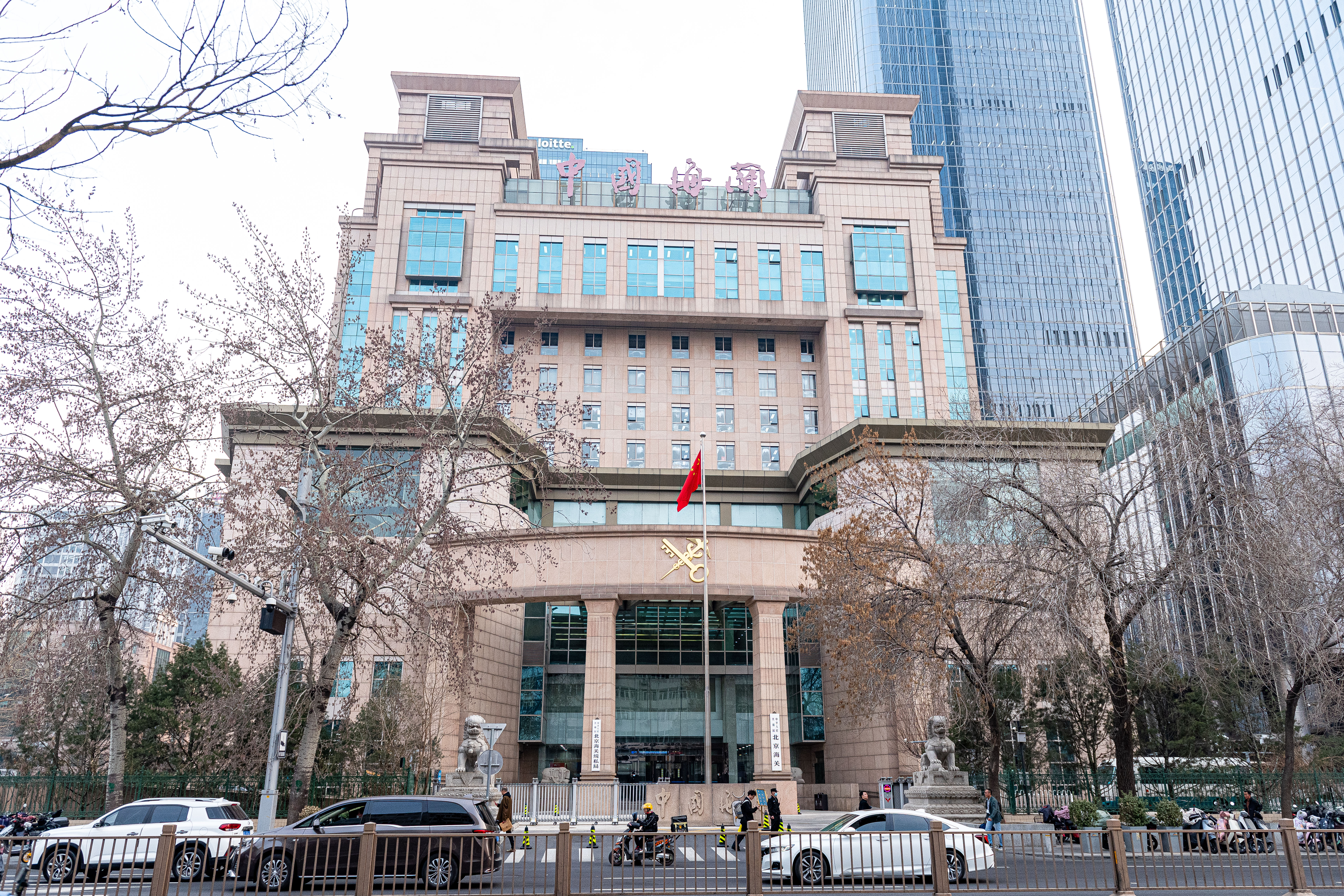
北京海关大楼

1949年9月，政务院财政经济委员会成立，海关总署为其下设机构，主管全国海关事务。1949年10月25日，中央人民政府海关总署在北京成立，由中央人民政府政务院直接领导，实行集中统一的垂直领导体制。
1950年12月，海关总署将原有的173处海关调整为70处（其中关26处、分关9处、支关35处）。1953年，划归中华人民共和国对外贸易部领导。
1961年，各地海关建制下放到省、自治区、直辖市，海关总署改为对外贸易部的一个局，称海关管理局。1967年7月，海关停止征收关税。1969年，海关被正式解除货运监管职责，1972年逐步恢复。
1980年，海关建制收归中央，设立海关总署，直属国务院。
2018年4月20日起，因应国家质量监督检验检疫总局撤销，原质检总局的出入境检验检疫管理职责和队伍划入海关管理。
2022年9月1日起，中国对中非共和国、乍得、吉布提、厄立特里亚、几内亚、莫桑比克、卢旺达、苏丹和多哥等國家的98%的税目产品实施零关税。

## 海关关徽及关旗

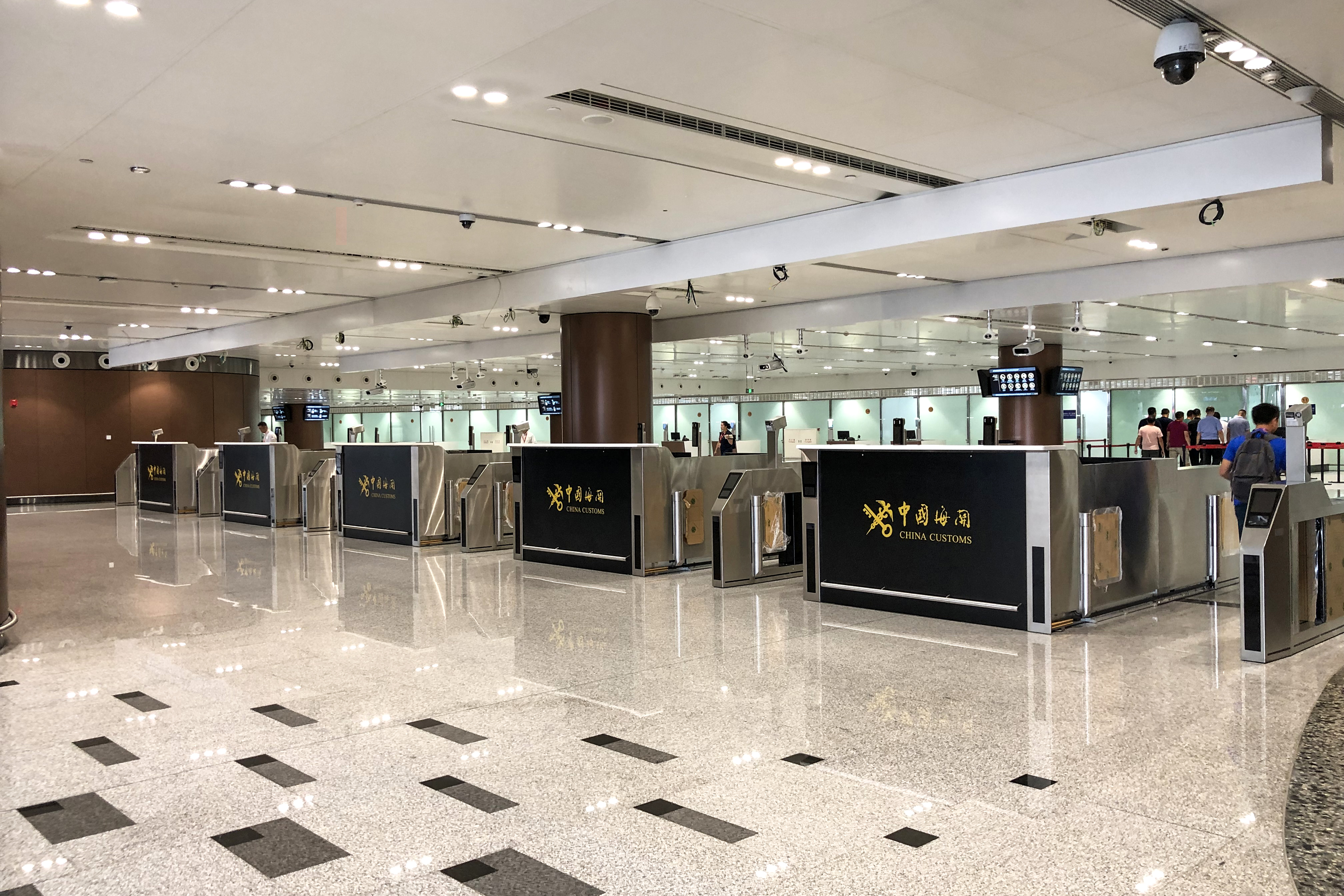
大兴国际机场的海关通道

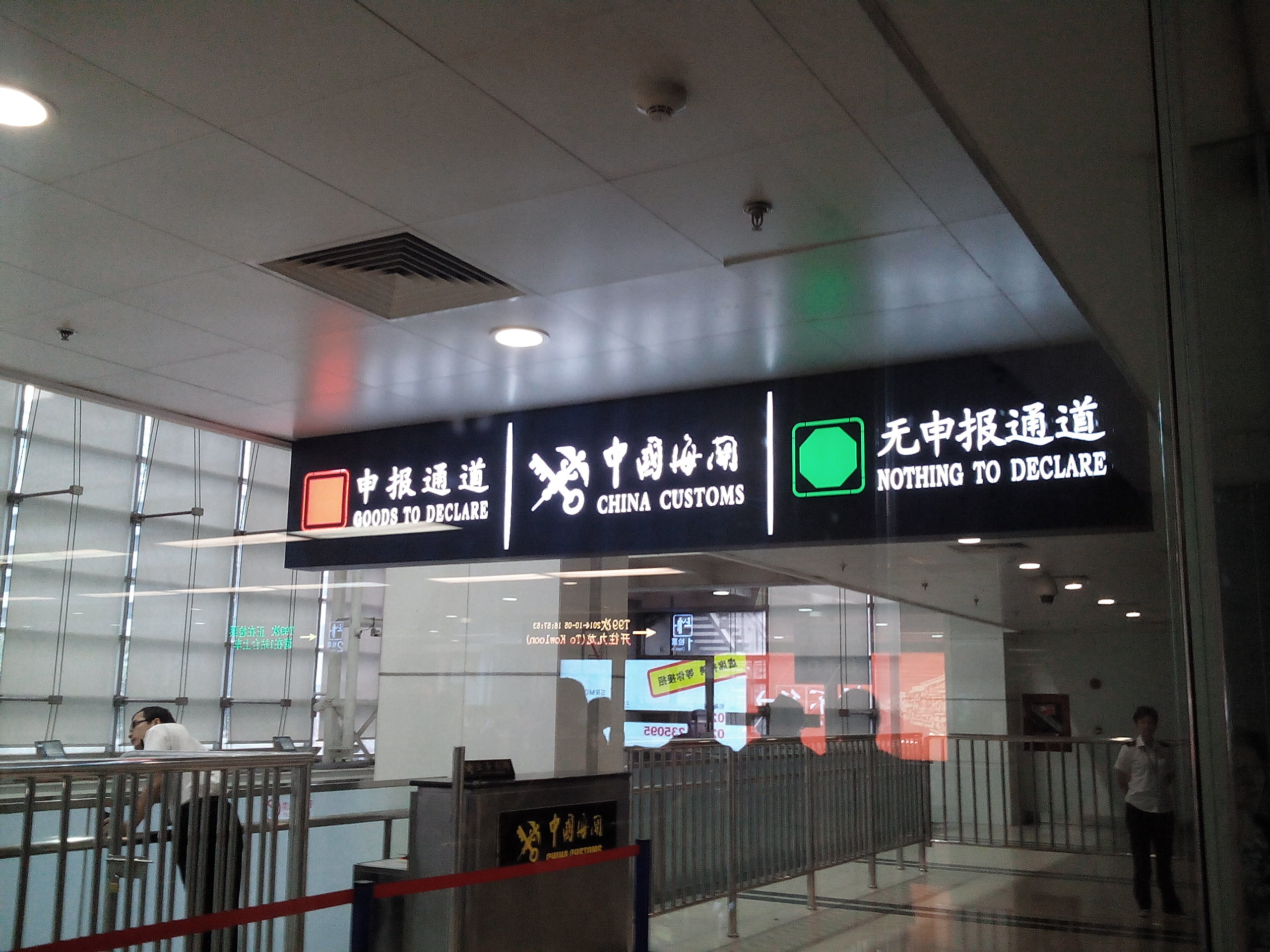
上海火车站的海关通道

海關关徽模仿自苏联海关关徽的设计，于1953年开始使用，由古希腊神话中赫爾墨斯的双盘蛇带翼权杖（商神杖）与金色钥匙交叉组成。商神杖象征商业贸易，钥匙象征国门。在1966年文化大革命爆发后，海关关徽因被批判为“封资修”、“崇洋媚外”的典型而停用，海关帽徽改为国徽，制服扣的关徽则先后由五角星和周恩来总理手书“海关”二字替代。1985年，海关关徽恢复使用。
关旗为中华人民共和国国旗的右方下角加饰关徽的旗帜，但自1966年文化大革命爆发后，以及1987年新海关法出台后不再使用。

## 制服及槍械裝備

### 制服
海关制服颜色为外黑内白，大檐帽帽顶为白色，风带为金色。

### 槍械裝備
根据1989年6月19日起施行的《海关工作人员使用武器和警械的规定》，海关工作人员执行缉私任务时，应佩带武器和警械。海关人员使用的武器和警械包括轻型枪支、电警棍、手铐及其他经批准列装的武器和警械。

### 手槍
| 武器名稱 | 原產地 | 備註                                |
| -------- | ------ | ----------------------------------- |
| TT-33    | 苏联   | 包括本土仿制型54式，俗称“黑星手枪”  |
| PM       | 苏联   | 包括本土仿制型59式，俗称“红星手枪”  |
| P1001    | 东德   | 包括本土仿制型52式，俗称“765公安枪” |
| 64式     | 中國   | 基于59式和52式设计的产品            |
| 77式     | 中國   |                                     |
| 92式     | 中國   | 9×19mm鲁格弹版本                    |
| NRP-9    | 中國   | 发射9×19mm鲁格弹的左轮手枪          |
| 格洛克17 | 奥地利 |                                     |
| 格洛克26 | 奥地利 | 格洛克17的袖珍型版本                |

### 霰弹枪
| 武器名稱 | 原產地 | 備註 |
| -------- | ------ | ---- |
| KS-23    | 苏联   |      |
| 97式     | 中國   |      |
| 09式     | 中國   |      |

### 衝鋒槍
| 武器名稱  | 原產地 | 備註                        |
| --------- | ------ | --------------------------- |
| 烏茲      | 以色列 | 包括本土仿制型北方工业320   |
| PM-63 RAK | 波蘭   | 包括本土仿制型82式          |
| HK MP5A5  | 德国   | 包括本土仿制型NR-08及CS/LS3 |
| 79式      | 中國   |                             |
| 85式      | 中國   |                             |

## 关衔制度

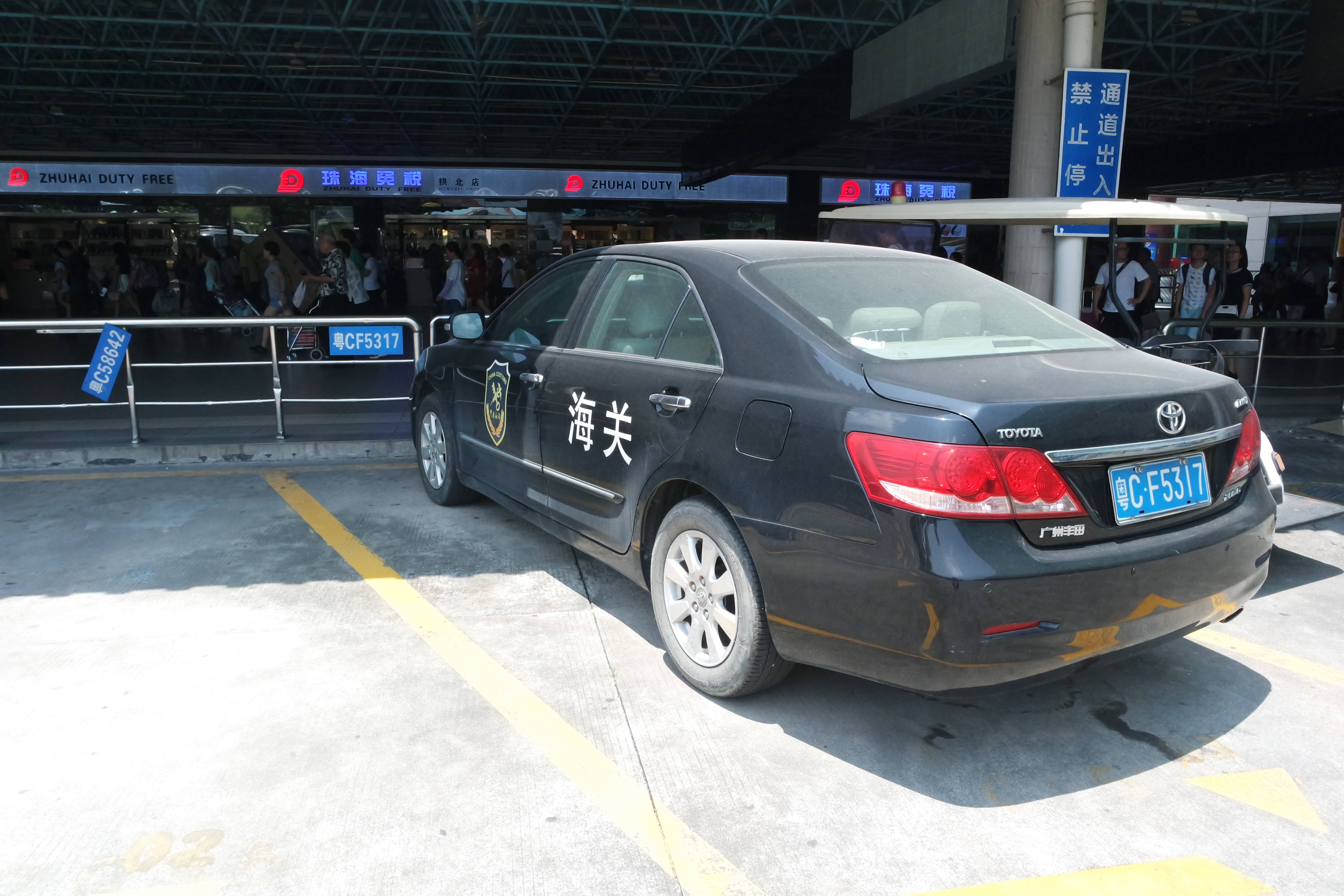
一辆在珠海市拱北口岸的海关丰田凯美瑞轿车

中华人民共和国海关关衔制度颁布于2003年，是中华人民共和国人民警察警衔、中华人民共和国驻外外交人员外交衔级之外的另一种特殊类别中华人民共和国公务员衔级制度。关衔是区分海关关员等级、表明海关关员身份的称号和标志，是国家给予海关关员的荣誉。
关衔的等级设置为五等十三级，即：
- 一等：海关总监、海关副总监
- 二等：关务监督（一级、二级、三级）
- 三等：关务督察（一级、二级、三级）
- 四等：关务督办（一级、二级、三级）
- 五等：关务员（一级、二级）

海关总监、海关副总监、一级关务监督、二级关务监督由国务院总理批准授予。